# Pudzson
Pudzson (hangul: 부전군, Pudzson-kun, handzsa: 赴戰郡, RR: Pujŏn-kun, ’bevonulás’) megye Észak-Koreában, Dél-Hamgjong (Hamgyŏng) tartományban. 1952-ben választották le Sinhung (Sinhŭng) területéből és emelték megyei rangra.

## Földrajza
Délről Sinhung (Sinhŭng), nyugatról Csangdzsin (Changjin) és a Csagang (Chagang) tartománybeli Rangnim (Rangrim), északról a Rjanggang (Ryanggang) tartománybeli Kim Dzsongszuk (Kim Jŏng-suk) megye, keletről a Rjanggang (Ryanggang) tartománybeli Szamszu (Samsu), Phungszo (P'ungsŏ) illetve Kim Hjonggvon (Kim Hyŏng-gwŏn) megye határolja.
Legmagasabb pontja a 2505 méter magas Cshailbong (차일봉; 遮日峯, Chailbong).

## Közigazgatása
1 községből (up (ŭp)), 14 faluból (ri (ri)) és 2 munkásnegyedből (rodongdzsagu (rodongjagu)) áll:
| - Pudzson-up (부전읍; 赴戰邑, Pujŏn-ŭp) - Cshail-rodongdzsagu (차일로동자구; 遮日勞動者區, Ch'ail-rodongjagu) - Hoban-rodongdzsagu (호반로동자구; 湖畔勞動者區, Hoban-rodongjagu) - Kehva-ri (개화리; 開花里, Kaehwa-ri) - Kvangde-ri (광대리; 廣大里, Kwangdae-ri) - Tongnup-ri (동늪리; 東늪里, Tongnŭp-ri) - Runggu-ri (릉구리; 陵口里, Rŭnggu-ri) - Munam-ri (문암리; 門岩里, Munam-ri) - Muncshon-ri (문천리; 文川里, Munch'ŏn-ri) | - Pegam-ri (백암리; 白岩里, Paegam-ri) - Szanszu-ri (산수리; 山水里, Sansu-ri) - Szonup-ri (서늪리; 西늪里, Sŏnŭp-ri) - Angi-ri (안기리; 安基里, An'gi-ri) - Joun-ri (여운리; 如雲里, Yŏun-ri) - Unha-ri (은하리; 銀河里, Ŭnha-ri) - Iphal-ri (이팔리; 二八里, Ip'al-ri) - Hande-ri (한대리; 漢大里, Handae-ri) |

## Gazdaság
Pudzson (Pujŏn) megye gazdasága erdőgazdálkodásra, fakitermelésre és famegmunkálásra épül.

## Oktatás
Pudzson (Pujŏn) megye számos általános és középiskolának ad otthont.

## Egészségügy
A megye számos egészségügyi intézménnyel rendelkezik, köztük 1 megyei és számos helyi kórházzal.

## Közlekedés
A megye közutakon a szomszédos helységek felől közelíthető meg. A megye vasúti kapcsolattal rendelkezik, a Sinhung (Sinhŭng) vonal része.